# ديانا جيبسون
ديانا جيبسون (بالإنجليزية: Diana Gibson)‏ هي ممثلة أمريكية، ولدت في 21 مارس 1915 بشيكاغو في الولايات المتحدة، وتوفيت في 12 أكتوبر 1991 في الولايات المتحدة.

## وصلات خارجية
- ديانا جيبسون على موقع IMDb (الإنجليزية)
- ديانا جيبسون على موقع قاعدة بيانات الفيلم (الإنجليزية)